# Francisco Gonçalves Penha

Brasão de Francisco Gonçalves Penha, Barão de São Tomé.

Francisco Gonçalves Penha, primeiro e único barão de São Tomé, (Província de Minas Gerais, c.1801 — 1888 ) foi um nobre brasileiro.
Filho do capitão Antônio Gonçalves da Penha e de Florência Maria de São José; neto do capitão António Gonçalves Penha, nascido na freguesia de Santa Marinha de Ribeira de Pena, c. 1775, filho do capitão Pedro Gonçalves Penha, 2.º Morgado de Ribeira de Pena e senhor do solar da família Penha, e de Maria Ambrósia Alves; casado com Florência Maria de São José, da família Carvalho Duarte, de Minas Gerais.[carece de fontes?]
Agraciado barão em 25 de setembro de 1872.